# Nässjöcentern
Nässjöcentern var inget politiskt parti i formell mening, utan benämning på den rörelse med tyngdpunkt i Jönköpings län som under den liberala partisplittringen samlade både frisinnade och liberaler och som verkade för en återförening av partierna. Nässjöcentern spelade en icke obetydlig roll för att Folkpartiet så småningom kunde bildas år 1934. Nässjöcenterns ledare, riksdagsmannen Oscar Carlström från Sävsjö, blev folkpartiets förste partisekreterare.